# JR九州駅ビルホールディングス
JR九州駅ビルホールディングス株式会社（ジェイアールきゅうしゅうえきビルホールディングス、英: JR Kyushu Ekibiru Holdings Inc.）は、九州旅客鉄道（JR九州）グループの運営会社を管理する九州旅客鉄道（JR九州）の中間持株会社である。

## 概要
中間持株会社設立の背景
2018年12月25日、九州旅客鉄道は取締役会において、駅ビル事業およびホテル事業に関して、共同株式移転による中間持株会社の新規設立を決議したことを発表した。JR九州では駅ビル事業およびホテル事業について、鉄道に並ぶ基幹事業として順調に業務を拡大していたが、少子高齢化のトレンドに加え、駅ビル事業においてEコマースの急成長による競争激化やテナント出店意欲の減退、ホテル事業において競合の乱立や人手不足の常態化など、急速に厳しさを増している背景がある、としている。このような状況に対応するため、駅ビル事業及びホテル事業の経営体制を見直し、より機動的かつ柔軟な意思決定と業務執行を可能とすべく、両事業において中間持株会社の設立を核としたグループ再編を実施した。
再編内容
駅ビル事業を6社管理する中間持株会社設立のために以下の再編が行われた。
- 小倉ターミナルビルの事業分割
  - 駅ビル事業とホテル事業を兼任する小倉ターミナルビルを事業別に会社分割を実施。
    - 2018年12月26日、九州旅客鉄道本社の100%連結子会社として「JR九州ステーションホテル小倉」を設立
    - 2019年4月1日、小倉ターミナルビルを吸収分割会社、JR九州ステーションホテル小倉を吸収分割承継会社として吸収分割を実施し、ホテル事業を後者へ移管。
- グループ内での商号統一
  - 2019年4月1日、「小倉ターミナルビル」・「長崎ターミナルビル」・「鹿児島ターミナルビル」を「JR小倉シティ」・「JR長崎シティ」・「JR鹿児島シティ」に商号変更。
- 中間持株会社の設立
  - 2019年4月1日に、駅ビル6社の実施する共同株式移転により「JR九州駅ビルホールディングス」を設立
  - 代表取締役社長・常務取締役はJR博多シティの社長が、取締役の一部は残り5社の社長が兼任

設立後の体制強化
- 「JR熊本シティ」[2]・「JR宮崎シティ」[3]の設立
  - 「アミュプラザくまもと」・「アミュプラザみやざき」運営会社として、2020年2月4日設立。2020年4月営業開始[2][3]。
  - 「JR熊本シティ」は100％出資の子会社[2]、「JR宮崎シティ」は資本金出資90%を駅ビルホールディングス、10%を宮崎交通の合弁会社として創設[3]。
  - 「JR熊本シティ」・「JR宮崎シティ」の各社長を取締役に兼任

## 傘下企業
詳細は各記事を参照。主にアミュプラザ・えきマチ1丁目の運営・マネジメントを主体とする。
- JR博多シティ（出資比率100%）

アミュプラザ博多、博多デイトス、デイトスアネックス（旧エキサイド博多）、博多駅コンコース内店舗、JRJP博多ビル地下の店舗運営・マネジメントを行う。
- JR小倉シティ（出資比率100%）

旧社名・小倉ターミナルビル。アミュプラザ小倉の運営・マネジメントを行う。かつてはJR九州ステーションホテル小倉の運営も行っていた。
- JR長崎シティ（出資比率100%）

旧社名・長崎ターミナルビル。アミュプラザ長崎、長崎街道かもめ市場の運営・マネジメントを行う。
- JR鹿児島シティ（出資比率100%）

旧社名・鹿児島ターミナルビル。アミュプラザ鹿児島、さつまち鹿児島中央駅 みやげ横丁・ぐるめ横丁（旧えきマチ1丁目 鹿児島）の運営・マネジメントを行う。
- JR大分シティ（出資比率100%）

旧・別府ステーション・センター。JRおおいたシティ、アミュプラザおおいた、豊後にわさき市場の運営・マネジメントを行う。かつては別府駅商業施設（現・えきマチ1丁目 別府）別府駅駐車場の運営を行っていた。
- JR熊本シティ[2]（出資比率100%）

2020年2月4日設立。アミュプラザくまもと、肥後よかモン市場（旧えきマチ1丁目 熊本）の運営・マネジメントを行う。（2020年4月1日営業開始）
- JR宮崎シティ[3]（出資比率90%）

2020年2月4日設立。宮崎駅西口再開発に伴う「JR宮交ツインビル（アミュプラザみやざき）」および高架下商業施設（ひむか きらめき市場、旧えきマチ1丁目 宮崎）、その他宮崎県下の商業施設の運営・マネジメントを行う。宮崎交通との共同出資。（2020年4月1日営業開始）
- JR九州ビルマネジメント （出資比率100%）

えきマチ1丁目（旧フレスタ）の運営を行う。このほか、複合型商業施設の経営（ロードサイド事業）や、北九州市・鹿児島市でのゴルフ練習場の経営、分譲マンション「MJR」シリーズや、賃貸マンション「RJR」シリーズの管理事業を行っている。

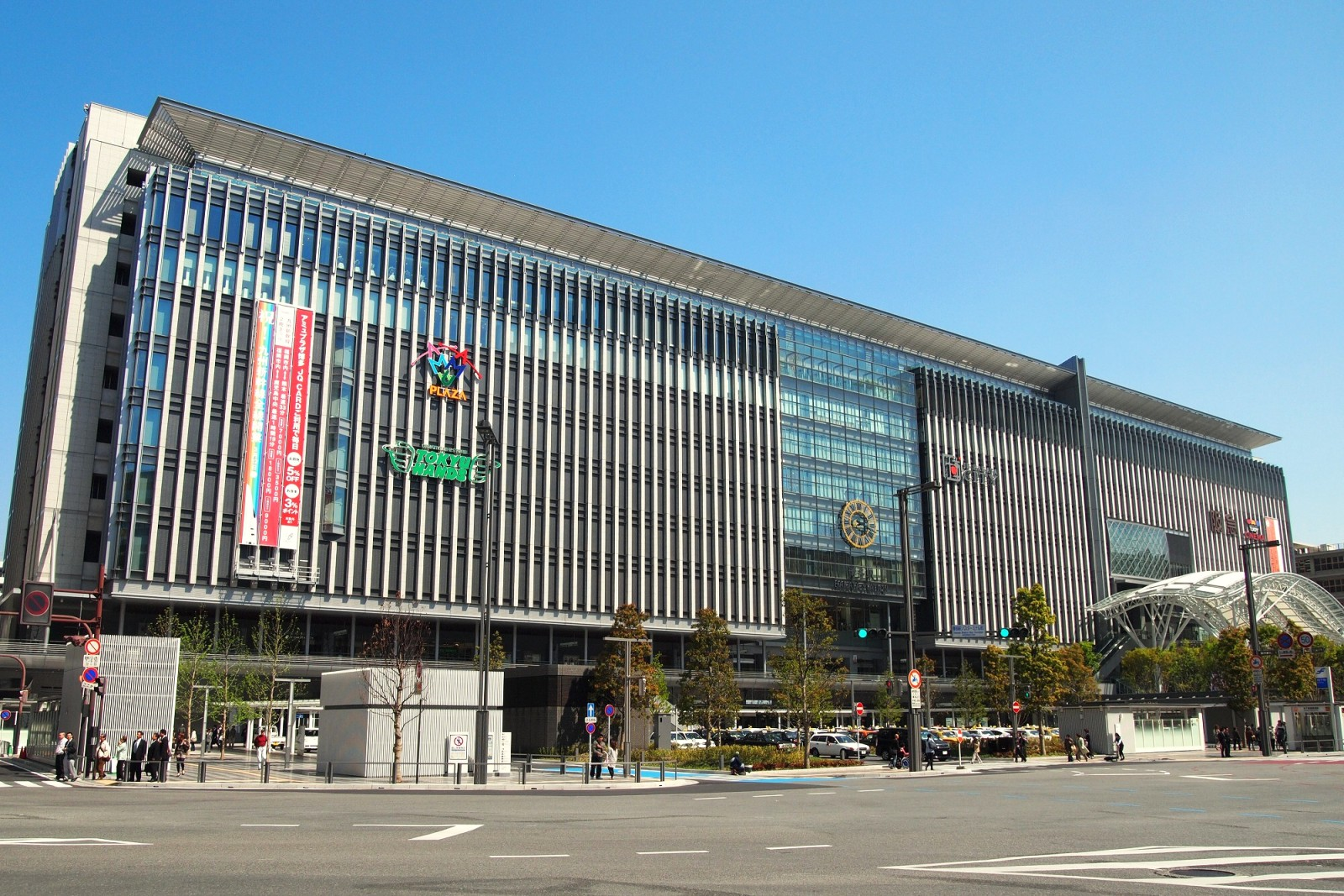
JR博多シティ（アミュプラザ博多）
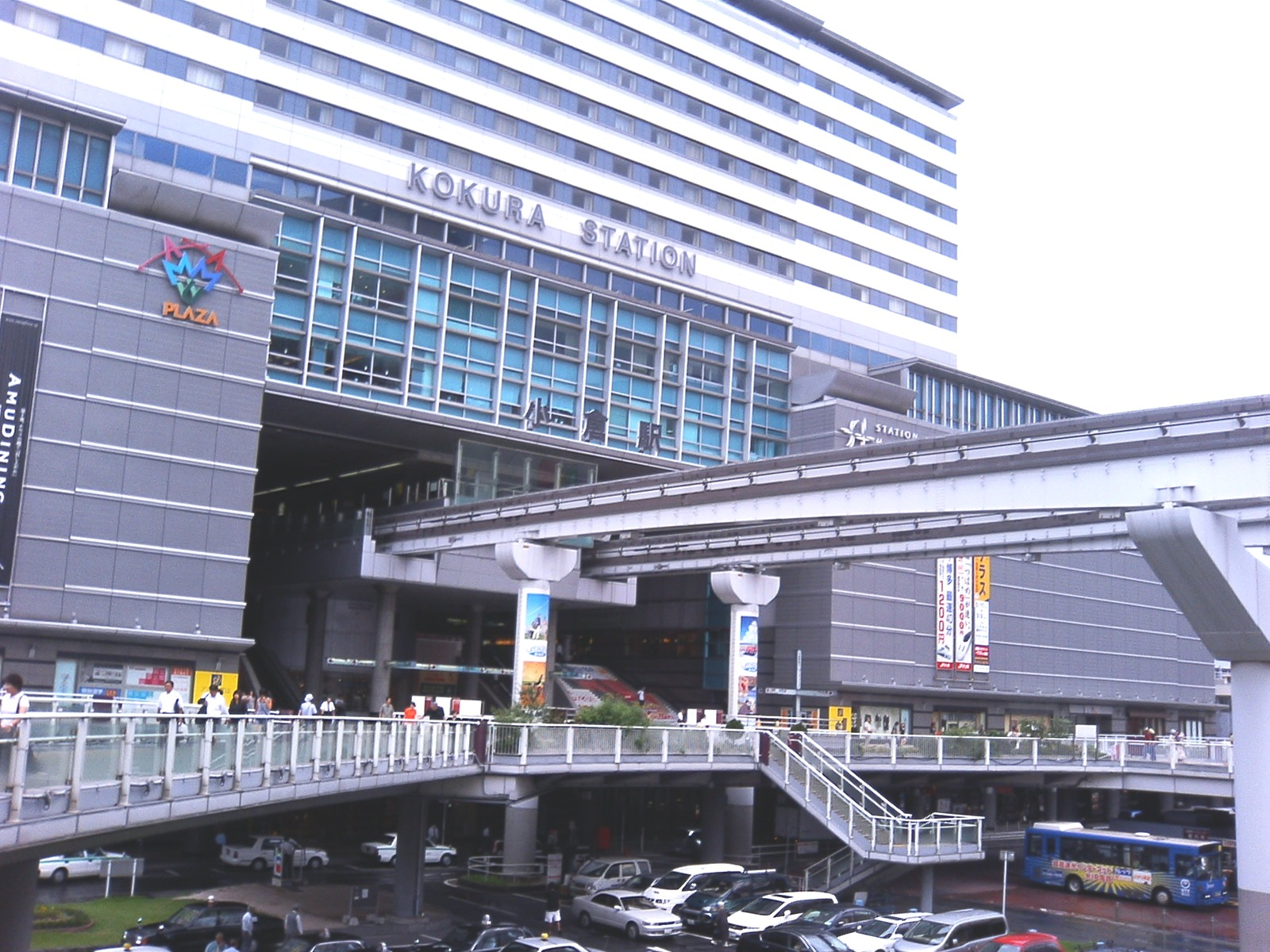
アミュプラザ小倉
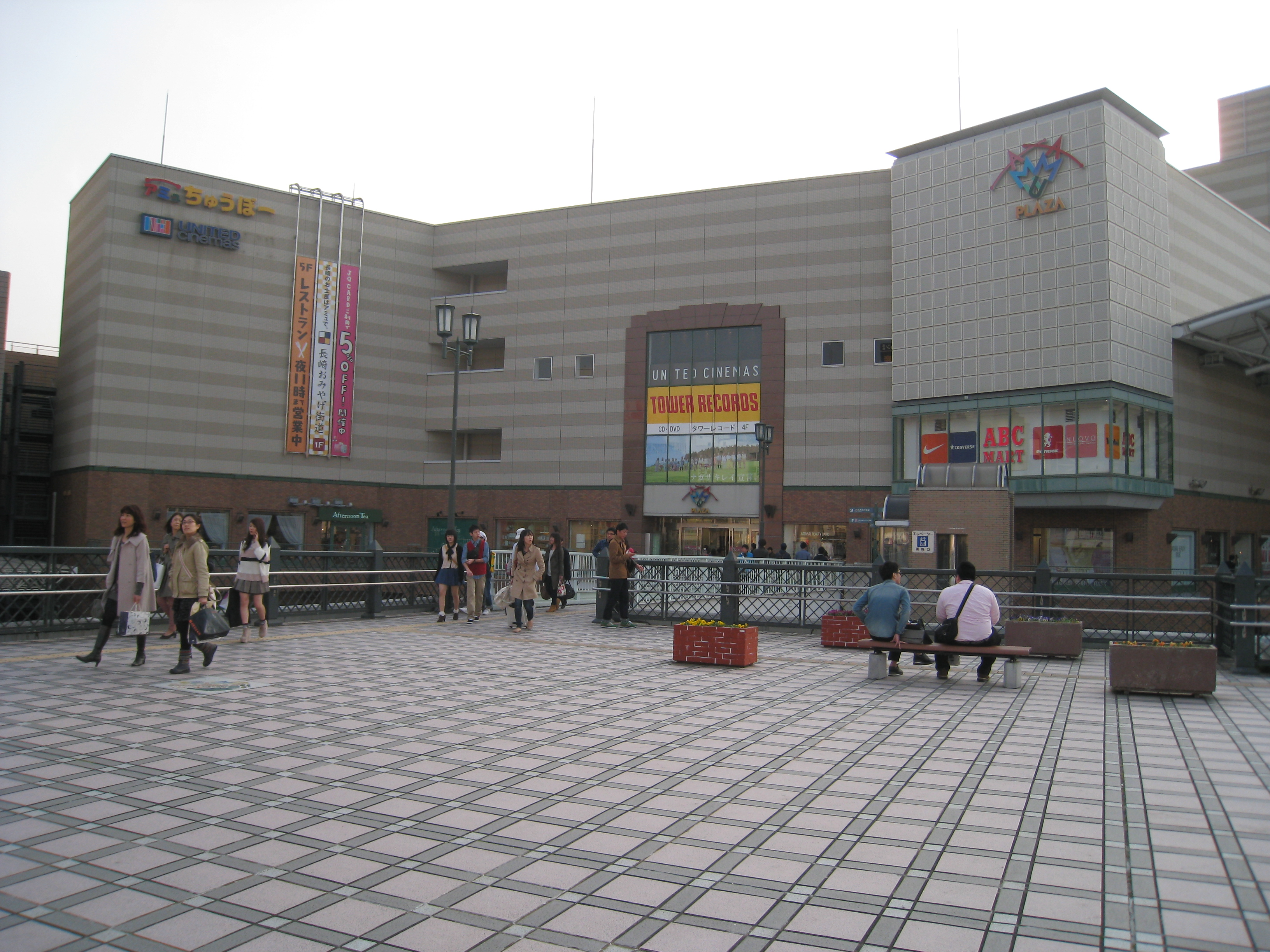
アミュプラザ長崎
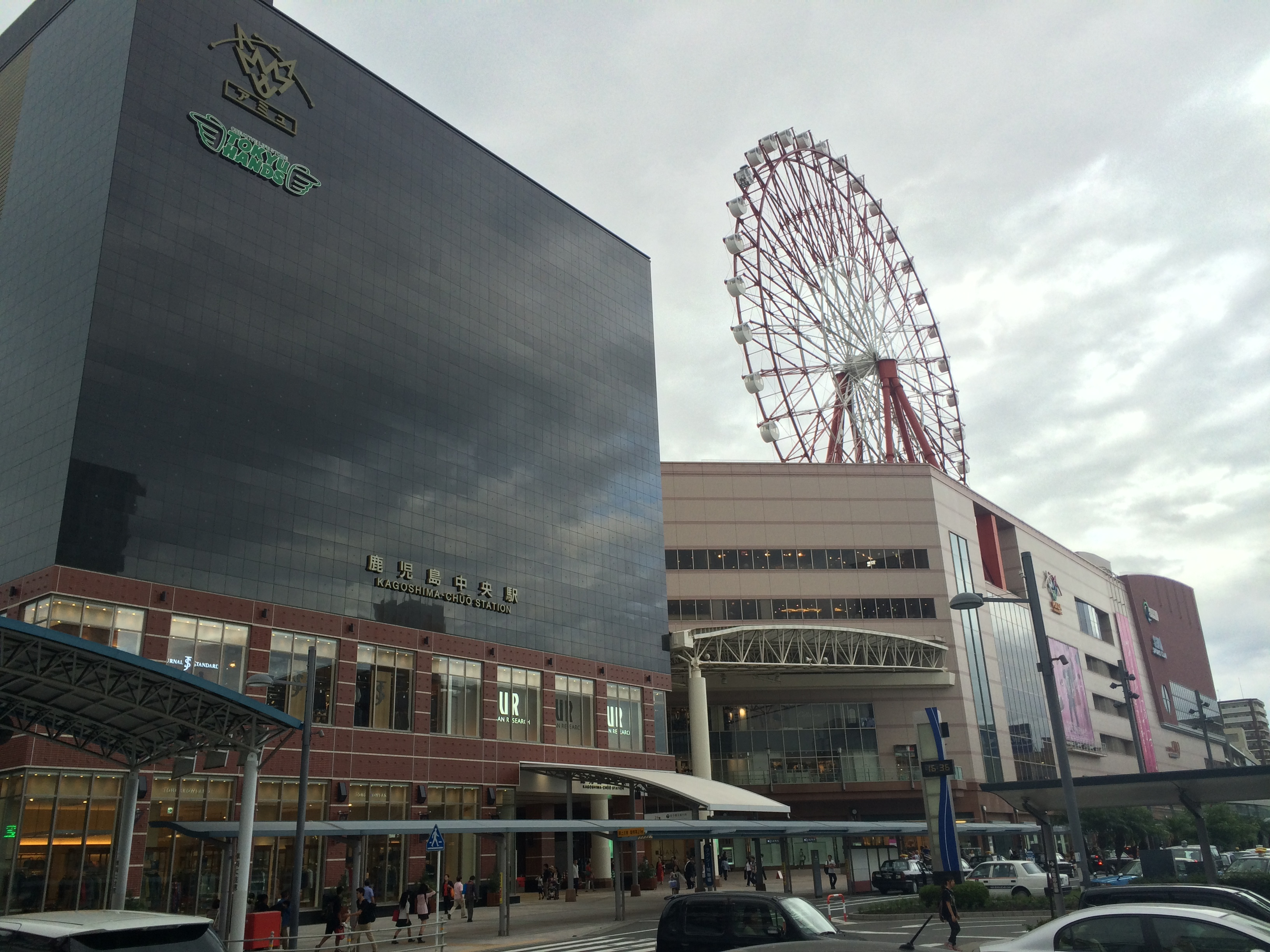
アミュプラザ鹿児島
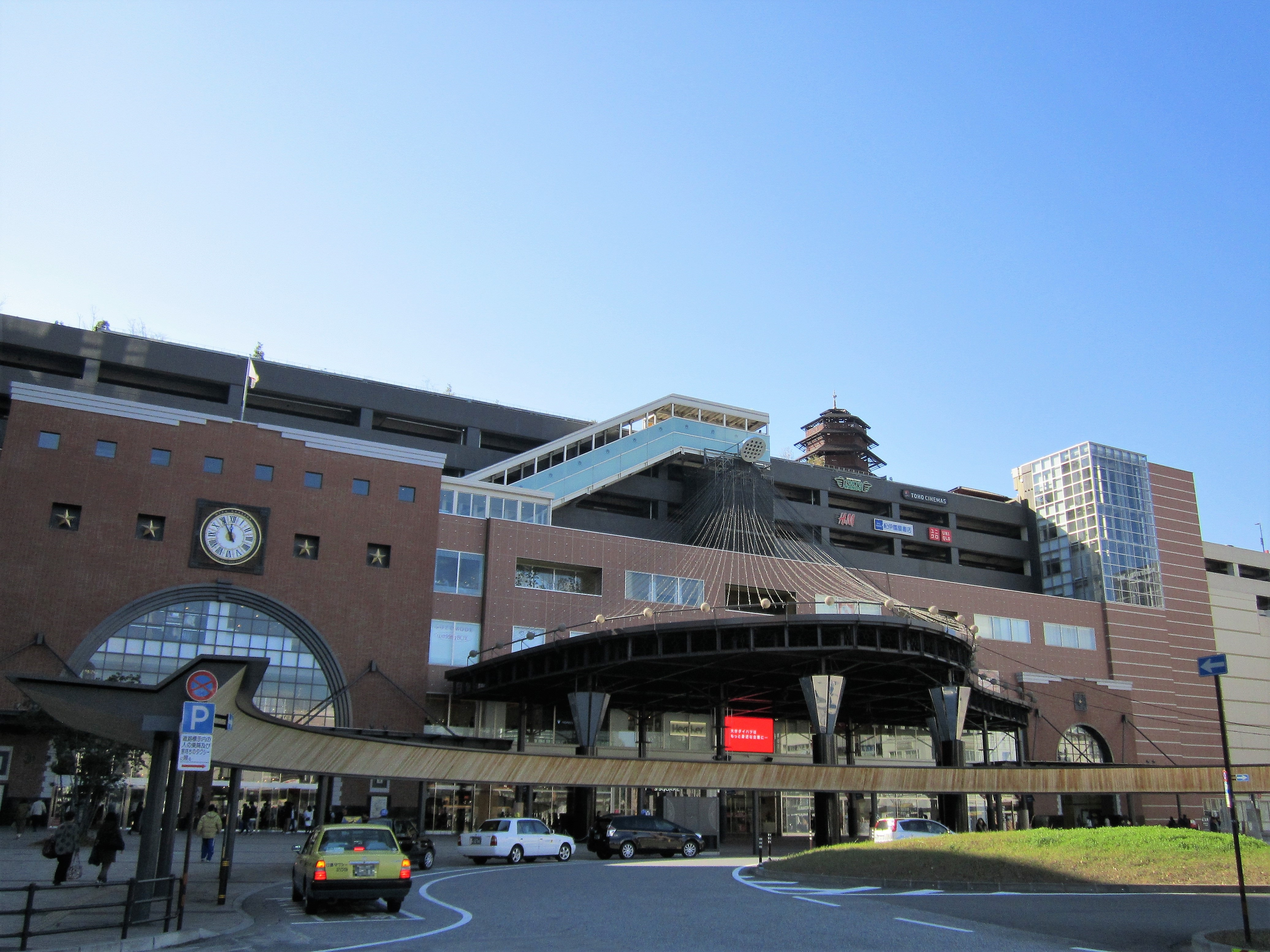
JRおおいたシティ（アミュプラザおおいた）
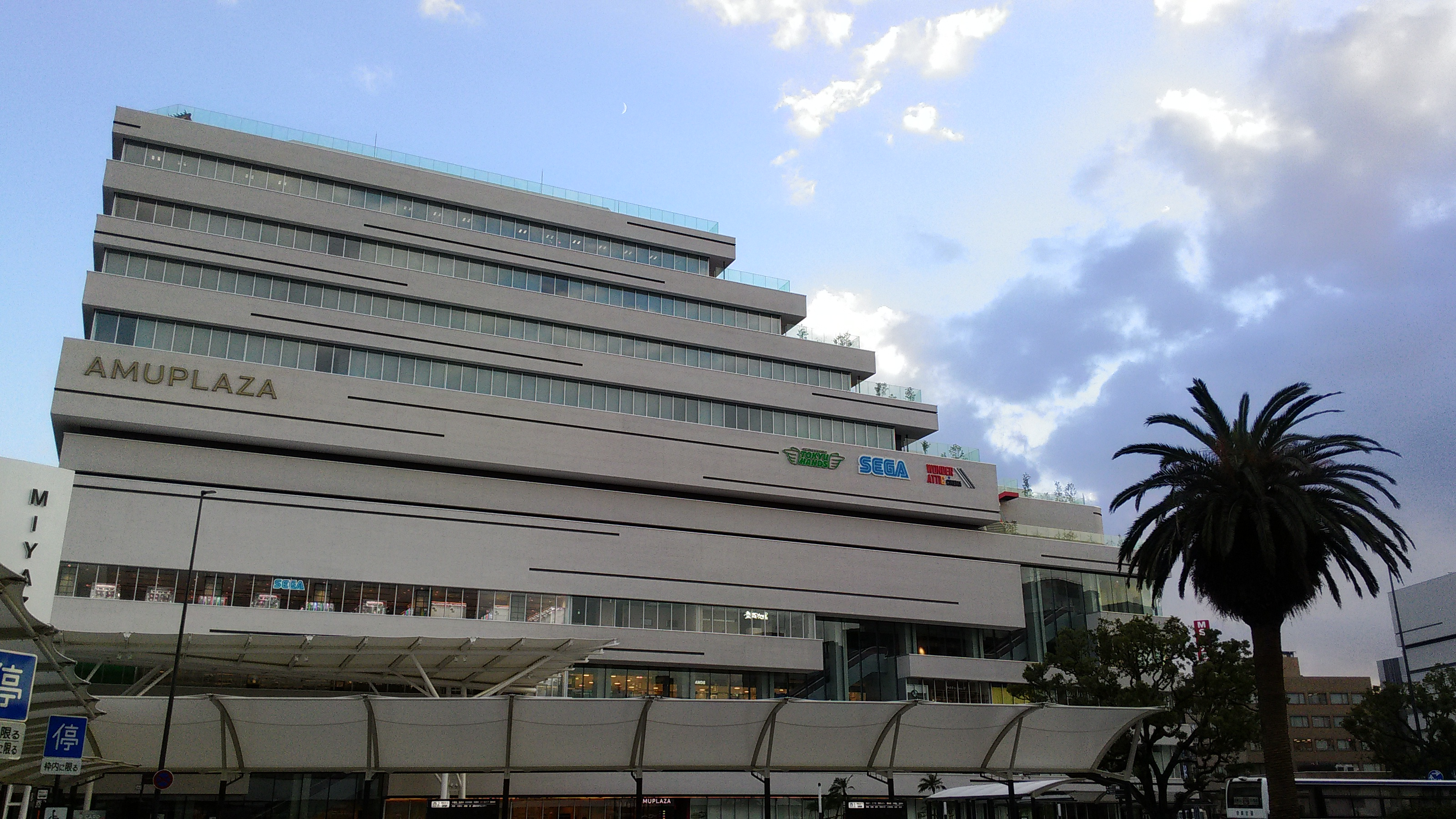
アミュプラザみやざき
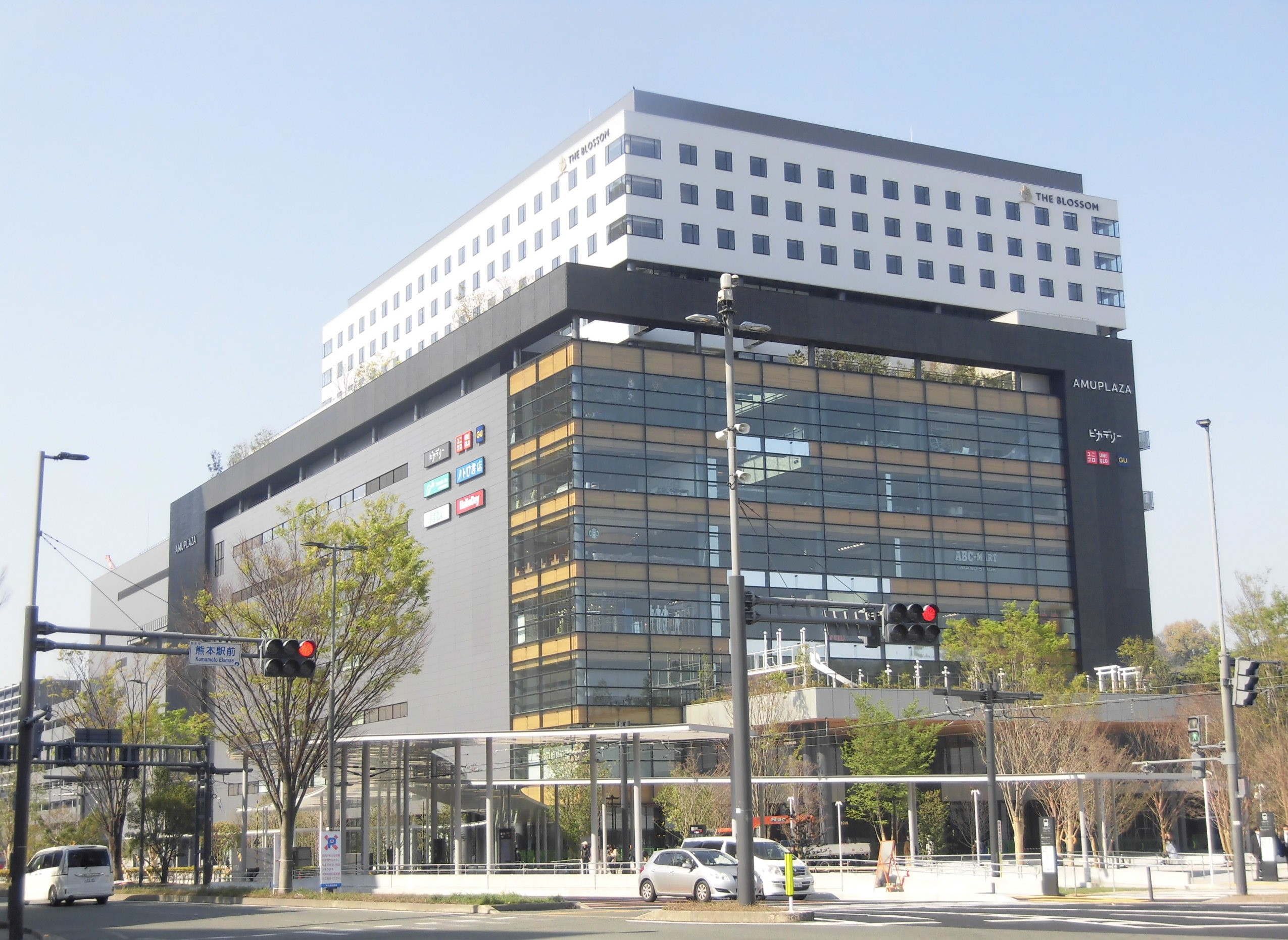
アミュプラザくまもと
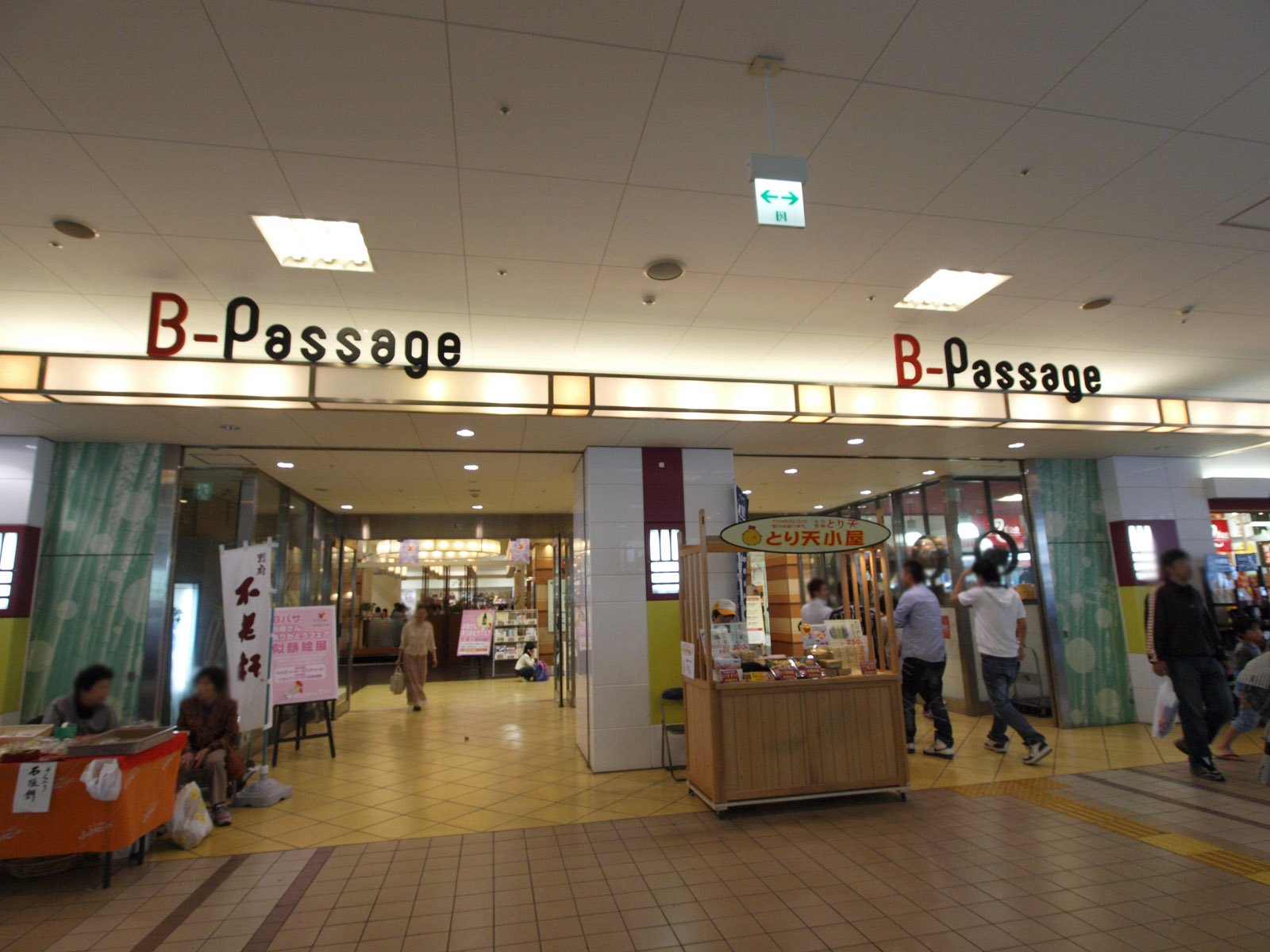
えきマチ1丁目（写真はえきマチ1丁目別府B-passage）

## 今後の展開
アジアへの進出
初代社長の渡邊晴一朗によれば、シンガポールや台湾など、「アジアへの進出を実現したい」と述べ、ショッピングモール展開を検討しているという。すでに現地の鉄道会社の打診があり、HDで進出を検討しているという。アジアの都市で収益を上げ、また、（現地の人に）『商業施設を運営する会社がある九州に行きたい』と思ってもらえる効果を狙っていくため、創業後5年以内に具体的な進出計画を発表したいるという。